# نورمن بتهون
نورمن بتهون (به انگلیسی: Norman Bethune) (زاده ۳ مارس ۱۸۹۰ (میلادی) - درگذشته ۱۲ نوامبر ۱۹۳۹ (میلادی) - انتاریو) پزشک کانادایی و مبتکر پزشکی است. او برای اولین بار خدمات انتقال خون سیار را در اسپانیا در سال ۱۹۳۶ توسعه داد.
وی بهترین خدمات خود را در قالب واحدهای پزشکی در طول جنگ داخلی اسپانیا و با خلق ارتش آزادیبخش در جریان جنگ دوم چین و ژاپن ارائه داد.